# Cheung Chau
Cheung Chau (長洲S, ChángzhōuP) è un'isola della regione amministrativa speciale di Hong Kong, in Cina.
Dal punto di vista amministrativo fa parte del distretto delle Isole.